# آشپزی ایران باستان
تغذیه و آداب آن در ایران باستان تحت تأثیر عواملی چون فراهم بودن مواد خوراکی، وضعیت معیشت مردم و ذوق زیبایی‌شناسی قرار داشت. زمین‌های حاصلخیز و تنوع آب و هوا موجب فراهم شدن انواع مواد غذایی و میوه‌ها شد. قبل از هجوم مغولان، ایران در بالاترین سطح اقتصادی قرار داشت و ذوق زیبایی‌شناسی در هنرهای مختلف نمایان بود.
تعالیم زرتشتی نیز تأثیر عمیقی بر فرهنگ تغذیه و آداب غذا خوردن داشت. منابع تاریخی مانند اوستا، کتیبه‌های هخامنشی و اسناد مانوی اطلاعاتی دربارهٔ فرهنگ تغذیه در این دوران ارائه می‌دهند.
در دوران باستان، دین و دولت از هم جدا بودند، اما با ظهور ساسانیان، این جدایی کاهش یافت و دین مزدیسنی به عنوان دین رسمی کشور معرفی شد. تغذیه در دربار شاهان ایران باستان به عنوان یک موضوع جداگانه مورد بررسی قرار می‌گیرد و به غنای بحث دربارهٔ فرهنگ تغذیه در این دوره کمک می‌کند.

## فرهنگ تغذیه در دربار ایران باستان
فرهنگ تغذیه در دربار ایران باستان به بررسی متغیرهایی چون فرهنگ صرفه‌جویی، آداب و رعایت بهداشت، نوع ظروف و خوراک می‌پردازد. اطلاعات موجود از منابع تاریخی به تقسیم‌بندی این جنبه‌ها کمک کرده و به درک بهتر شیوه‌های تغذیه و آداب مربوط به آن در این دوران می‌افزاید.

### فرهنگ صرفه‌جویی
گزنفون، فیلسوف و مورخ یونانی، در کتاب خود کوروش‌نامه به فرهنگ صرفه‌جویی در دربار ایران اشاره می‌کند و می‌نویسد که با وجود پخت غذا در مقیاس وسیع، توجه به حفظ طعم و مزه غذا و جلوگیری از هدر رفتن آن اهمیت زیادی داشت.

### آداب و رعایت بهداشت
آداب غذا خوردن در دربار ایران باستان شامل جزئیات فراوانی بود. آتنیوس در کتاب «بزم فرزانگان» به اهمیت نظافت و پاکیزگی در هنگام غذا خوردن اشاره می‌کند. پادشاه از مهمانان خواسته بود که پیش از نشستن بر سر میز غذا خود را پاکیزه کنند و پیشخدمتان نیز باید قبل از سرو غذا استحمام کرده و لباس سفید بپوشند.
در زمان غذا خوردن، خدمتکاران باید سکوت کنند تا بهداشت رعایت شود و از صحبت کردن خودداری کنند. همچنین، ساقی سلطنتی با دقت خاصی شراب را در جام می‌ریخت و قبل از تعارف به شاه، مقداری از آن را می‌نوشید تا از عدم وجود سم اطمینان حاصل کند. مأمور خاصی به نام «فرخشاد» نیز وظیفه داشت تا غذا را بچشد و از سالم بودن آن اطمینان یابد. در نهایت، مهمانان نزدیک به شاه باید پرده‌ای بر روی بینی و دهان خود می‌انداختند تا نفس آن‌ها به شاه نرسد.

### ظروف مورد استفاده
در دربار ایران باستان، ظروف طلا و نقره به وفور در میزهای غذا وجود داشتند. این ظروف دست‌ساز و با مهارت استادکارانی از سراسر جهان ساخته شده بودند. شاه برای نوشیدن شراب از جامی تخم‌مرغی شکل استفاده می‌کرد) سیسیلی، :۱۳۸۴ ۶۲۶(

### انواع خوراک‌ها
خوراک‌های متنوعی در دربار هخامنشی استفاده می‌شد که از نقاط مختلف شاهنشاهی به پایتخت ارسال می‌گردیدند. برخی محصولات به دلیل کیفیت بالای خود تنها به مصرف دربار سلطنتی می‌رسیدند. از جمله این خوراک‌ها می‌توان به روغن گردو، شراب، خرما، و گندم اشاره کرد. آب نوشیدنی پادشاه نیز از رودخانه‌ای خاص در شوش تأمین می‌شد که به دلیل طعم و مطبوع بودنش، مورد توجه بود) بران، :۱۳۸۵ ۴۰۷–۳۰۹(
تاریخ‌نگاران باستانی به تجمل و شکوه دربار هخامنشیان اشاره کرده و از وفور خوراک‌های سفره آن‌ها شگفت‌زده بودند. هرودوت نیز در گزارش‌های خود به این موضوع پرداخته و اشاره کرده است که پارسیان در روز تولد خود گاو و اسب را به سر سفره می‌آوردند و حتی خانواده‌ها نیز در چنین مناسبت‌هایی سفره‌های خود را با دام‌های مختلف تزئین می‌کردند.

## فرهنگ تغذیه زرتشتیان در دوره باستانی ایران
فرهنگ تغذیه زرتشتیان در ایران باستان به مجموعه‌ای از دستورالعمل‌ها و قوانین مربوط می‌شود که بازتاب‌دهنده ارزش‌های این تمدن است. این دستورالعمل‌ها نه تنها به آماده‌سازی و مصرف غذا مربوط می‌شوند، بلکه هویت زرتشتیان را نیز شکل می‌دهند. غذا در این فرهنگ به عنوان نمادی قوی از هویت و تمایز از دیگران، به ویژه از «دیگری» انیرانی، محسوب می‌شود.
تغذیه برای زرتشتیان منبع هویتی بوده و بر اساس آن خود را از دیگران متمایز می‌کردند. تمدن ایرانی پیش از غلبه اسلام، عمدتاً قوانین غذایی خود را از آیین زرتشتی دریافت کرده بود. این قوانین غذاها را به دو دسته تقسیم می‌کنند: غذاهایی که متعلق به جهان نیک هستند و غذاهایی که به جهان مخالف تعلق دارند. افرادی که غذاهای آلوده یا تولید شده در قلمرو دوم را مصرف می‌کنند، گناهکار و ناپاک محسوب می‌شوند)Daryaee, :2012 312-302)
جوامعی که از این قوانین زرتشتی پیروی نمی‌کنند، خارجی دانسته می‌شوند و استفاده از غذاهای ممنوعه، آن‌ها را ناپاک می‌کند. به‌طور کلی، در سنت زرتشتی، توجه به اصول آیینی و رعایت پاکی در آماده‌سازی و مصرف غذا بسیار حائز اهمیت است) همان: ۲۳۰(

### نوع تغذیه در اسطوره‌های مربوط به زرتشتیان
تغذیه در فلسفه آغازین بشریت و به ویژه در اسطوره‌های زرتشتیان از جایگاه ویژه‌ای برخوردار است. این نوع تغذیه با روند تکامل انسان تغییراتی را تجربه کرده است. در بندهش، به تغذیه نخستین جفت بشر، مشی و مشانه، اشاره می‌شود که در مراحل مختلف زندگی خود از آب، گاه، شراب و گوشت استفاده می‌کردند.
در این روایت، مردم در هنگام مرگ ابتدا از گوشت و سپس از شراب و نان می‌خوردند. همچنین، پس از مرگ، به مدت هزار روز از غذاهای مختلف استفاده می‌کردند. این الگو نشان‌دهنده تغییرات در نوع تغذیه و تأثیر آن بر زندگی انسان‌ها است) بهار، ۱۳۶۹: ۱۴۵(
در بندهش، تغذیه جفت آغازین حیوانی نیز به همین ترتیب توصیف شده است. آن‌ها به مدت سی روز از شیر و سپس از غذاهای دیگر استفاده می‌کردند. شیر به عنوان یکی از بهترین و ارزشمندترین غذاها در فرهنگ زرتشتیان شناخته می‌شود. در این راستا، گفته شده است که شیر گوسفند بهترین خوراکی است که انسان‌ها می‌توانند مصرف کنند و تأثیر مثبتی بر رشد و سلامت آن‌ها دارد) همان: ۳۱(
در مرحله سوم، با خوردن گوشت، مشی و مشانه به جنگ با یکدیگر می‌پردازند و حتی فرزند خود را می‌خورند. این مرحله نشان‌دهنده جدایی انسان از اصل خود و ورود به دنیای جدیدی از تغذیه است) مختاریان، :۱۳۸۹ ۱۱۲–۱۱۳(.
طبق اعتقادات زرتشتیان دربارهٔ آخرالزمان، خورشید به مدت سی شبانه‌روز متوقف می‌شود و انسان‌ها به مدت هفده سال از گیاه، سی سال از آب و ده سال از خوراک مینوی تغذیه می‌کنند) میرفخرایی، :۱۳۶۷ ۳۸(.
این ارزش‌گذاری‌ها در فرهنگ ایرانی، به ویژه تحت تأثیر آموزه‌های زرتشتی، در داستان‌های مختلفی مانند داستان ضحاک در شاهنامه نیز به چشم می‌خورد. در این روایت، ضحاک ابتدا از غذاهای گیاهی تغذیه می‌کند، اما با ورود ابلیس و آموزش تغذیه گوشتی، به سمت انسان‌خواری سوق داده می‌شود. این تغییر در نوع تغذیه نشان‌دهنده تأثیرات منفی بر هویت انسانی و اخلاقیات است.
در اسطوره‌های زرتشتی، نوع تغذیه به‌ویژه در داستان ضحاک و ابلیس به‌وضوح نشان‌دهنده تأثیرات عمیق فرهنگی و فلسفی است. در این روایت، تغذیه گوشت‌خواری به عنوان یک عمل ناپسند و خطرناک معرفی می‌شود که می‌تواند به نابودی نسل بشر منجر شود. ابلیس، به عنوان نماد شر، به ضحاک آموزش می‌دهد که از گوشت تغذیه کند و این عمل به معنای دوری از هویت انسانی و در نهایت به مرگ ختم می‌شود) مختاریان، :۱۳۸۹–۱۱۷ ۱۱۵(
در این زمینه، تغذیه گیاهی و لبنی به عنوان یک الگوی اهورایی و مثبت در نظر گرفته می‌شود. زرتشتیان به گاو احترام خاصی قائل بودند و قربانی کردن آن در فرهنگ پیش از زرتشت مرسوم بود. زرتشت با این عمل مخالفت کرده و تأکید داشت که عبادت باید از طریق دعا و نماز باشد، نه قربانی کردن حیوانات). پورداود، ۱۳۷۷ ۱۰۰:(
در متون زرتشتی، گاو به عنوان مخلوقی مقدس و نگهبان جانوران سودمند شناخته می‌شود. زرتشت به شدت مخالف قربانی کردن گاو بود و در گاتها به کسانی که گاو را قربانی می‌کنند، نفرین می‌کند. این نشان‌دهنده اهمیت گاو و تغذیه گیاهی در فرهنگ زرتشتی است.
هومباخ نیز به مفهوم عرفانی واژه «گئوشتشن» اشاره می‌کند و آن را با خشم و کشتار بیرحمانه مرتبط می‌داند. زرتشت با این واژه‌ها به احترام به سنت‌های کهن و همچنین بیان اندیشه نیک پرداخته است.
در نهایت، در نظام باور زرتشتی، تغذیه گوشتی به عنوان یک عنصر منفی و غیرانسانی در نظر گرفته می‌شود و تغذیه گیاهی و لبنی به عنوان الگوی ایده‌آل معرفی می‌شود. این تأکید بر تغذیه سالم و اخلاقی در فرهنگ زرتشتی، نشان‌دهنده ارزش‌های عمیق انسانی و روحانی این آیین است) مختاریان، :۱۳۸۹ ۱۱۷(

## آداب خوردن غذا در فرهنگ زرتشتیان باستان
آداب غذا خوردن یکی از عناصر مهم فرهنگ تغذیه زرتشتیان باستان به‌شمار می‌رود. این آداب شامل موارد زیر است:

### نیایش پیش از غذا خوردن
در متون زرتشتی، به‌ویژه در رساله‌ای به نام «سور سخن»، آداب نیایش و سپاسگزاری پیش از غذا خوردن به وضوح بیان شده است. در این دعا، از اورمزد، امشاسپندان و ایزدان مختلف سپاسگزاری می‌شود و همچنین به میزبان و بزرگان کشور دعا می‌شود. این نیایش نشان‌دهنده اهمیت روحانی و اجتماعی غذا خوردن در فرهنگ زرتشتیان است.

### رعایت بهداشت
زرتشتیان به رعایت بهداشت در هنگام غذا خوردن اهمیت زیادی می‌دادند. شستن دست‌ها قبل و بعد از غذا، استفاده از ظروف جداگانه برای هر فرد و اجتناب از شستن دست‌ها در ظرف مشترک از جمله آداب بهداشتی بود. همچنین، پس از غذا خوردن، دندان‌ها با «دندان فرشن» (مسواک) پاک می‌شد و دهان شسته می‌گشت. این آداب نشان‌دهنده توجه به پاکیزگی و بهداشت در فرهنگ زرتشتیان است.

### سکوت هنگام غذا خوردن
سکوت در هنگام غذا خوردن یکی از آداب مهم زرتشتیان بود. آن‌ها معتقد بودند که باید در هنگام غذا خوردن خاموش باشند و سخن نگویند، چرا که صحبت کردن ممکن است باعث بی‌احترامی به غذا و آداب سفره شود. در متون زرتشتی، «حرف زدن هنگام غذا خوردن» به عنوان یک گناه محسوب می‌شود و این موضوع در داستان‌های مختلفی نیز به تصویر کشیده شده است.

### وعده‌های غذایی
در فرهنگ زرتشتی، وعده‌های غذایی به‌طور مشخصی تقسیم‌بندی شده بودند. واژه‌های پهلوی مانند "pih" به معنای غذا و "gāh-pih" به معنای هنگام غذا خوردن، نشان‌دهنده این تقسیم‌بندی هستند. همچنین، انواع چاشنی‌ها و خوراکی‌های خاص برای عصرانه و میان‌وعده‌ها نیز وجود داشت که به تنوع غذایی و آداب مرتبط با آن اشاره دارد.
این آداب نه تنها به تغذیه زرتشتیان شکل می‌داد، بلکه نشان‌دهنده ارزش‌های فرهنگی و اجتماعی آن‌ها نیز بود. رعایت این آداب به حفظ هویت و فرهنگ زرتشتیان کمک می‌کرد) مزداپور، :۱۳۸۷)۵۴–۵۵

### اعتدال در خوردن و آشامیدن
زرتشتیان به اعتدال در خوردن و آشامیدن بسیار اهمیت می‌دادند. آن‌ها در بزم‌ها و ضیافت‌ها از زیاده‌روی و حرص به شدت پرهیز می‌کردند و به‌ویژه از پرخوری اجتناب می‌کردند. این اعتدال به‌عنوان یک ارزش فرهنگی و اخلاقی در زرتشتیان شناخته می‌شد. به کودکان آداب غذا خوردن و قناعت در مصرف خوراک آموزش داده می‌شد. در مینوی خرد نیز تأکید شده است که «در همه کارها کوشنده و میانه‌رو باش».
زرتشتیان به این باور بودند که رعایت اعتدال در خوردن می‌تواند به تندرستی و عمر طولانی منجر شود. در متون پهلوی آمده است: «پیمان خورش باشید» تا دیرپای باشید و به خورش خوردن حریص مباشید. گزنفون نیز در «کورشنامه» به کم‌خواری پارسیان اشاره نموده و آن را ستایش کرده است که کورش در کودکی به پدرش گفت: «به خداوند سوگند که نخستین چیزی که به کار خواهم بست این است که شکم را هیچ‌گاه انباشته نسازم».

### استفاده از پیش غذا
در بزم‌ها، زرتشتیان به‌جای قرار دادن همه خوراکی‌ها به یکباره بر روی سفره، از پیش‌غذاها استفاده می‌کردند. این روش به مهمانان این امکان را می‌داد که به آرامی و با لذت بیشتری غذا بخورند و همچنین به تحریک اشتها کمک می‌کرد. پیش‌غذاها معمولاً شامل خوراکی‌هایی بودند که به اصطلاح «گلو تر کن» نامیده می‌شدند و به‌عنوان مقدمه‌ای برای وعده اصلی غذا سرو می‌شدند.

### ابزارهای مورد استفاده در تغذیه
زرتشتیان از ابزارهای مختلفی برای پخت و پز و غذا خوردن استفاده می‌کردند. واژه‌های «دیز»، «دیزه» و «دیزی» به نوعی ظرف اشاره دارند که از آن برای خوردن غذا استفاده می‌شد. همچنین، سفره به‌عنوان یکی از ابزارهای مهم در پذیرایی شناخته می‌شد. در متون زرتشتی، ابزارهای دیگری مانند «یواز» برای کوبیدن جو و برنج، «کفچه» به‌عنوان قاشق، «پیاله»، «سبو» و «جام» نیز ذکر شده است.
اجاق و آتش نیز در فرهنگ زرتشتیان از تقدس ویژه‌ای برخوردار بودند. اجاق به‌عنوان نماد خانواده و خانه شناخته می‌شد و در بسیاری از متون به تقدس آن اشاره شده است. این نشان‌دهنده اهمیت آتش و اجاق در زندگی روزمره و فرهنگی زرتشتیان است.
این آداب و ابزارها نه تنها به تغذیه زرتشتیان شکل می‌داد، بلکه بخشی از هویت فرهنگی و اجتماعی آن‌ها را نیز تشکیل می‌داد. رعایت این آداب به حفظ ارزش‌های انسانی و اخلاقی در جامعه زرتشتی کمک می‌کرد.

## مواد غذایی مورد استفاده زرتشتیان
در متون باستانی زرتشتی، تنوع مواد غذایی به وضوح نمایان است. این مواد غذایی شامل موارد زیر می‌شود:
- شراب

شراب در فرهنگ زرتشتیان دارای دو دیدگاه متضاد است. از یک سو، در متون دینی مانند یسنا، نوشیدن شراب مستی‌آور و برپایی مراسم خشن همراه با آن ناپسند شمرده شده است. از سوی دیگر، در مینوی خرد، مصرف شراب با رعایت اعتدال به عنوان امری مطلوب و نیکو معرفی شده است. در بزم‌ها، نوشیدن سه جام نخستین شراب ناگزیر بود و پس از آن هر کس به اندازه توانایی خود باده می‌نوشید.
- لبنیات

مصرف لبنیات در فرهنگ زرتشتیان اهمیت زیادی داشت. شیر، ماست، پنیر، دوغ و کشک از جمله محصولات لبنی بودند که به وفور مصرف می‌شدند. شیر گوسفند به عنوان بهترین نوع شیر شناخته و توصیه می‌شد که کودکان به آن عادت داده شوند. روغن نیز به عنوان خوشترین خوراک اهل بهشت در متون مقدس زرتشتی یاد شده است.
- انواع غلات و حبوبات

غلات مانند گندم و جو در تغذیه زرتشتیان نقش مهمی داشتند. نان اصلی زرتشتیان از گندم تهیه می‌شد و گندم به عنوان سرور غلات شناخته می‌شد. حبوباتی مانند نخود، عدس، برنج و ماش نیز در تغذیه آن‌ها وجود داشتند.
- گوشت

مصرف گوشت در فرهنگ زرتشتیان بعد از سبزیجات و لبنیات در اولویت سوم قرار داشت. مصرف گوشت حیوانات موذی و مضر ممنوع بود و در برخی مراسم، خوردن گوشت ناپسند شمرده می‌شد. زرتشتیان به کشتن چهارپایان با رعایت آداب خاصی می‌پرداختند و از گوشت حیوانات حلال مانند گاو، گوسفند، بز و شتر استفاده می‌کردند.
- میوه و سبزیجات

میوه‌ها و سبزیجات نیز بخش مهمی از رژیم غذایی زرتشتیان بودند. در متون باستانی به میوه‌هایی مانند توت، امرود و سبزیجات مختلف اشاره شده است. این مواد غذایی به عنوان منابع ویتامین و مواد مغذی در تغذیه زرتشتیان مورد استفاده قرار می‌گرفتند.
- ادویه‌جات و آجیل

ادویه‌جات و آجیل نیز در تغذیه زرتشتیان جایگاه خاصی داشتند. این مواد به غذاها طعم و عطر می‌بخشیدند و در مراسم‌های مختلف مورد استفاده قرار می‌گرفتند.
این تنوع در مواد غذایی نشان‌دهنده فرهنگ غنی و توجه زرتشتیان به تغذیه سالم و متنوع بوده است. رعایت آداب و رسوم مرتبط با غذا نه تنها به حفظ سلامت جسمی کمک می‌کرد، بلکه بخشی از هویت فرهنگی و اجتماعی آن‌ها را نیز تشکیل می‌داد.

### میوه و آجیل
در متون باستانی زرتشتی، تنوع میوه‌ها و آجیل‌ها به وضوح نمایان است. برخی از این میوه‌ها و آجیل‌ها شامل موارد زیر هستند:

#### میوه‌ها
در بندهش و گزیده‌های زادسپرم و دیگر نوشته‌های پهلوی، میوه‌هایی چون:
- - سیب
  - انگور
  - خرما
  - به
  - بادرنگ (احتمالاً اشاره به مرکبات)
  - خیار
  - انار
  - شفتالو
  - توت
  - آلوچه (گوجه درختی)
  - زردآلو
  - امرود (گالبی)
  - انجیر
  - گردو
  - بادام
  - سنجد
  - کنار
  - نارگیل (جوز هندی)
  - پسته (درخت گرگانی)
  - فندق
  - شاه بلوط
  - بلوط
  - کهنج (درخت زالزالک)

در مینوی خرد، خرما و انگور به عنوان میوه‌های برتر معرفی شده‌اند.

#### آجیل‌ها
در رساله خسرو و ریدگ، انواع خشکبار و آجیل‌ها ذکر شده است، از جمله:
- - جوز هندی
  - پسته برشته شده
  - نخود تازه
  - خرما آزاد (خرما با گردو)
  - شفتالو
  - بلوط یا شاه بلوط با شکر

این آجیل‌ها به عنوان خوش‌خوراک و مقوی شناخته می‌شدند و به هضم غذا کمک می‌کردند.

#### دسته‌بندی میوه‌ها
در این دوره، میوه‌ها به سه دسته اصلی تقسیم‌بندی شده‌اند:
- - میوه‌هایی که هم بیرون و هم درون آن‌ها قابل خوردن است: مانند انجیر، سیب، به، انگور، توت سفید و گالبی.
  - میوه‌هایی که فقط بیرون آن‌ها خوردنی است: مانند خرما، هلو، زردآلو، انواع زیتون، آلو و عناب.
  - میوه‌هایی که فقط درون آن‌ها خوردنی است: مانند گردو، بادام، انار، نارگیل، فندق، شاه بلوط و پسته.

### انواع مربا
در متون باستانی، انواع مربا نیز ذکر شده است، از جمله:
- - مربای بادرنگ
  - مربای به
  - مربای زنجبیل
  - مربای بهمن‌سپی
  - مربای هلیله
  - مربای گوز

مربای زنجبیل چینی و هلیلهٔ پرورده به عنوان «خوشترین و نیکوترین» مرباها معرفی شده‌اند.
این تنوع در میوه‌ها و آجیل‌ها نشان‌دهنده غنای فرهنگی و توجه زرتشتیان به تغذیه سالم و متنوع بوده است.

### سبزی
در نوشته‌های پهلوی، تنوع سبزیجات به وضوح نمایان است. برخی از سبزیجاتی که در این متون ذکر شده‌اند عبارتند از:
- - اسفناج
  - کرفس
  - گشنیز
  - کاکیزه (تره تیزک)
  - ریواس
  - سیر
  - پیاز
  - کاسنی
  - گندنا (تره امروزی)
  - سوسنبر
  - شنبلیله

واژه "سبزیجات" به پهلوی "tarragīhā" است و در کتب پهلوی، امرداد به عنوان "مهتر گیاهان" شناخته می‌شود. در جشن فرشگرد، غذای خدایان از امرداد تهیه می‌شود و گفته می‌شود که هر کسی از آن بخورد جاودانه خواهد شد.

### ادویه‌جات
در دوران باستان، ادویه‌ها به عنوان «ابزار» و «افزار» شناخته می‌شدند. برخی از ادویه‌جات شامل:
- - زعفران (به پهلوی: Kurkum)
  - زردچوبه
  - زنجبیل
  - مرزنگوش
  - آویشن

از دانه‌های روغنی، کنجد و روغن آن نیز در الواح ایلامی نام برده شده است.

## خوراک‌های ایرانی در متون دورهٔ میانه
طبق رساله خسرو و ریدگ، غذاهای زرتشتیان ایران باستان به شکل زیر دسته‌بندی می‌شوند:

### غذاهای گرم
این غذاها به دو دسته تقسیم می‌شوند:
- **غذاهای با گوشت قرمز**: مانند گوشت بزغاله دوماهه که با شیر مادر و شیر گاو تغذیه شده است، و سینه گاو فربه.
- **غذاهای با گوشت سفید**: شامل پرندگانی چون طاووس، قرقاول، تیهو، کبک و مرغابی.

### غذاهای سرد
غذاهای سرد به‌طور کلی به عنوان «آفسرد» شناخته می‌شوند. گوشت‌هایی که برای تهیه آفسرد پیشنهاد شده‌اند شامل:
- گوشت گاو
- گوزن
- گراز
- اشتر کوسته
- گاو میش
آفسرد گوشت گوساله نر که با یونجه و جو پروار شده باشد و پیه داشته باشد، به عنوان «آفسرد بس خوشتر» توصیه می‌شود.
- خامیز

خامیز نیز نوعی پیش‌غذا است که در خسرو و ریدگ به آن اشاره شده است. خامیز خرگوش لطیف‌تر و خوشبوتر از سایر خامیزها معرفی شده است.
این تنوع در سبزیجات و خوراک‌ها نشان‌دهنده غنای فرهنگی و توجه زرتشتیان به تغذیه سالم و متنوع بوده است.

## نان

### جایگاه فرهنگی نان در آیین‌های نوروزی زرتشتیان
نان به عنوان نماد برکت در آیین‌های زرتشتی، مفهومی آیینی و مذهبی دارد و از گذشته تا کنون، مهم‌ترین خوراک بر سفره زرتشتیان بوده است. در الواح ایلامی، از سیزده نوع نان یاد شده و سفره زرتشتیان با نان و خوراک‌های دیگر آراسته می‌شود. نان در مناسبت‌های نوروزی بر خوان نوروزی قرار می‌گیرد و زرتشتیان در گذشته تکه‌های نان به نام «درون» می‌پختند که بر آن آفرین می‌خواندند. امروزه علاوه بر نان معمولی، نان‌های دیگری چون نان شیر و نان برنجی نیز تهیه می‌شود (حسن‌زاده، ۱۳۸۴، ص ۱۸۵؛ مزداپور، ۱۳۸۴، ص ۴۹).

### انواع نان

#### نان سورُک (سیرک یا سوروک)
زرتشتیان به این نوع نان، «سیرُک» می‌گویند و زرتشتیان کرمانی به آن «سیرو» و غیر زرتشتیان آن را «سورُک» می‌نامند. نام این نان به معنای جشن و شادی است و نوعی نان روغنی است که در مراسم دینی و آیینی زرتشتیان تهیه می‌شود.
برای پخت نان سیرُک، آرد را با آب، خمیر مایه، نمک و کف دریا مخلوط کرده و می‌گذارند تا ور بیاید. سپس بانویی با تجربه، چانه‌های کوچکی از خمیر گرفته و آن را نازک می‌کند و در روغن داغ سرخ می‌کند. این نان گرد و پهن است و شبیه نان «درون» در زمان ساسانیان است. در آن دوران، نان‌هایی به اندازه یک کف دست پخته می‌شد و بر آن آفرین می‌خواندند و بر سر سفره نوروزی می‌گذاشتند. برای تزیین و خوشبو کردن نان، دانه‌هایی مانند کنجد، سیاهدانه و تخم کَشنیز روی آن می‌پاشیدند و جملاتی مانند «مبارک باد» می‌نوشتند تا برکت بیشتری به نان‌های سفره نوروزی بدهند (پهلوان شریف، ۱۳۹۷–۱۳۹۸، ص ۲۶–۲۷؛ رمضانخانی، ۱۳۹۶، ص ۲۷۹).

#### نان کُماج ساده
نان کُماج که در تمام فصول و مراسم سنتی زرتشتیان پخته می‌شود، خوراک آیینی ایام و مناسبت‌های نوروزی و پیشواز نوروز به حساب می‌آید. این نان نوعی نان شیرینی است که در دید و بازدیدهای نوروزی پخته و از مهمانان پذیرایی می‌شود.
برای پخت نان کُماج، از آرد، آب، روغن، زردچوبه، تخم گشنیز، گل زردک و سیاهدانه استفاده می‌شود. ابتدا خمیر ورآمده را به چانه‌های کوچک درمی‌آورند و در ظرف مسی که ته آن روغن ریخته شده، می‌گذارند. سپس به روغن، زردچوبه و دیگر ادویه‌ها اضافه می‌کنند و چانه‌های خمیر را داخل ظرف می‌ریزند و با آتش روی در ظرف، نان‌ها را می‌پزند تا طلایی‌رنگ شوند. امروزه کُماج را در کیک‌پز و پلوپز نیز می‌پزند و برخی به جای کُماج ساده، از کُماج شیرین استفاده می‌کنند (رمضانخانی، ۱۳۸۷، ص ۲۹۴).

#### نان کُماج شیرین
مواد این کُماج شامل آرد، شکر، روغن، مغز گردو، بادام، هل و گلاب است. این مواد را با هم مخلوط کرده و خمیری درست می‌کنند که باید ور بیاید. سپس خمیر را ته‌دیگ‌های کوچک پهن کرده و بر روی حرارت ملایم می‌پزند. کُماج شیرین تقریباً شبیه کیک است و معمولاً برای برگزاری مراسم پنجه بزرگ و ایام نوروز از این نوع کُماج استفاده می‌شود (رمضانخانی، ص ۲۸۳ تا ۲۸۴).